# Spilosoma crossi
Spilosoma crossi är en fjärilsart som beskrevs av Rothschild 1910. Spilosoma crossi ingår i släktet Spilosoma och familjen björnspinnare. Inga underarter finns listade i Catalogue of Life.